# 제국의 목록
다음은 제국의 목록이다.

## 시대별제국

### 초기 제국
- 엘람 제국 (기원전 2700년경 ~ 539년)
- 아카드 제국 (기원전 2350년경 ~ 2150년)
- 우르 제3 제국 (기원전 2100년경 ~ 2000년)
- 바빌로니아 제국 (기원전 1900년경 ~ 1600년)
- 이집트 제국 (기원전 1550년 ~ 30년)
- 히타이트 제국 (기원전 1460년경 ~ 1180년)
- 페니키아 제국 (기원전 1200년 ~ 800년)
- 아시리아 제국 (기원전 900년경 ~ 612년)
- 페르시아 제국 (기원전 728년경 ~ 기원후 1979년) (제국 내부에서 여러 왕조들이 흥망성쇠를 거듭함.)
- 마가다 제국 (기원전 500년 ~ 300년/139년?)
- 흉노 제국 (기원전 5세기 ~ 기원후 5세기)
- 마케도니아 제국 (기원전 338년경 ~ 309년)
- 마우리아 제국 (기원전 321년 ~ 185년)
- 셀레우코스 제국 (기원전 323년 ~ 60년)
- 중화 제국 (기원전 221년 ~ 1912년) - (제국 내부에서는 서로 다른 왕조들이 흥망성쇠를 거듭했다.)
- 파르티아 제국 (기원전 200년경 – 기원후 224년)
- 테오티와칸 제국 (기원전 100년 ~ 기원후 750년)
- 로마 제국 (기원전 27년 ~ 기원후 476년)
- 고구려 (기원전 37년 ~ 기원후 668년)

### 제1천년기
- 사산 제국 (224년 ~ 651년)
- 팔미라 제국 (260년 ~ 272년)
- 갈리아 제국 (260년 ~ 274년)
- 굽타 제국 (320년 ~ 550년)
- 티아우아나코 제국 (500년 ~ 1000년)
- 악숨 제국 (400년 ~ 700년)
- 동로마 제국 (323년* ~ 1453년) (*실제 연도에 대한 다른 의견이 있다)
- 프랑크 왕국 (509년경 ~ 843년)
- 찰루키아 제국 (543년경 ~ 1189년경)
- 스리비자야 제국 (650년 ~ 1377년)
- 돌궐 제국 (551년 ~ 747년)
- 티베트 제국 (600년대 ~ 1000년대)
- 아랍 제국 (630년경 ~ 1258년)
- 불가리아 제국 (681년 ~ 1018년, 1185년 ~ 1396년)
- 발해 (698년 ~ 926년)
- 라슈트라쿠타 제국 (735년 ~ 982년)
- 위구르 제국 (744년 ~ 840년)
- 촐라 제국 (800년대 ~ 1200년대)
- 베니스 제국 (800년대 ~ 1797년)
- 크메르 제국 (802년 ~ 1462년)
- 대모라비아 (833년 ~ 900년대)
- 가나 제국 (900년경 ~ 1240년)
- 고려 (918년 ~ 1392년)
- 통가 제국 (950년 ~ 1875년?)
- 신성 로마 제국 (962년 ~ 1806년)
- 가즈니 제국 (963년 ~ 1187년)
- 대월 (1054년 ~ 1804년)
- 톨텍 제국 (674년 ~ 1122년)

### 제2천년기 전기
- 호이살라 제국 (1026년 ~ 1343년)
- 흥료국 (1029년 ~ 1030년)
- 셀주크 제국 (1037년경 ~ 1194년)
- 콩고 제국 (1100년경  ~ 1884년경)
- 대발해 (1116년)
- 라틴 제국 (1204년 ~ 1261년)
- 트라페주스 제국 (1204년 ~ 1461년)
- 니케아 제국 (1204년 ~ 1461년)
- 몽골 제국 (1206년 ~ 1502년) - 1271년 원나라로 개명.
- 에티오피아 제국 (1270년 ~ 1974년)
- 오스만 제국 (1299년 ~ 1922년)
- 마자파히트 제국 (1293년 ~ 1500년경)
- 말리 제국 (1235년 ~ 1645년)
- 세르비아 제국 (1345년 ~ 1371년)
- 비자야나가르 제국 (1336년 ~ 1650년경)
- 시암 제국 (1350년 ~ 1909년경)
- 아즈텍 제국 (1375년 ~ 1521년)
- 송가이 제국 (1400년대 ~ 1500년대)
- 티무르 제국 (1401년 ~ 1505년)
- 포르투갈 제국 (1415년 ~ 1999년)
- 잉카 제국 (1438년 ~ 1533년)
- 대금국 (1453년)
- 스페인 제국 (1492년 ~ 1975년)

### 제2천년기 후기
- 사파위 제국 (1502년 ~ 1722년)
- 무굴 제국 (1526년 ~ 1857년)
- 스웨덴 제국 (1561년 ~ 1878년)
- 폴란드-리투아니아 연방 (1569년 ~ 1795년)
- 대영 제국 (1583년경 ~ 1997년)
- 네덜란드 제국 (1620년 ~ 1975년)
- 청나라 (1636년 ~ 1912년)
- 아샨티 제국 (1670년 ~ 1902년)
- 마라타 제국 (1674년 ~ 1761년)
- 러시아 제국 (1721년 ~ 1917년)
- 시크 제국 (1733년 ~ 1849년)
- 두라니 제국 (1747년 ~ 1826년)
- 얼라웅퍼야 제국 (1752년 ~ 1885년)
- 응우옌 왕조 (1802년 ~ 1945년) (제국 내부에서는 서로 다른 부족들이 분쟁했다.)
- 프랑스 제국 (1804년  ~ 1815년, 1852년  ~ 1870년)
- 오스트리아 제국 (1804년 ~ 1867년)
- 멕시코 제국 (1822년 ~ 1823년, 1864년 ~ 1867년)
- 줄루 제국 (1837년 ~ 1897년)
- 오스트리아-헝가리 제국 (1867년 ~ 1918년)
- 브라질 제국 (1822년 ~ 1889년)
- 일본 제국 (1868년 ~ 1945년)
- 독일 제국 (1871년 ~ 1918년)
- 대한 제국 (1897년 ~ 1910년)

### 20세기
- 벨기에 제국 (1901년 ~ 1962년)
- 중화제국 (1915년 ~1916년)
- 이란 제국 (1925년 ~ 1979년)
- 만주국 (1932년 ~ 1945년) - 1934년 제국이라 부름, 일본의 괴뢰 국가.
- 나치 독일 (1933년 ~ 1945년)
- 중앙아프리카 제국 (1977년 ~ 1979년)

## 같이 보기
- 제국
- 옛 나라 목록